# Flora Petrik

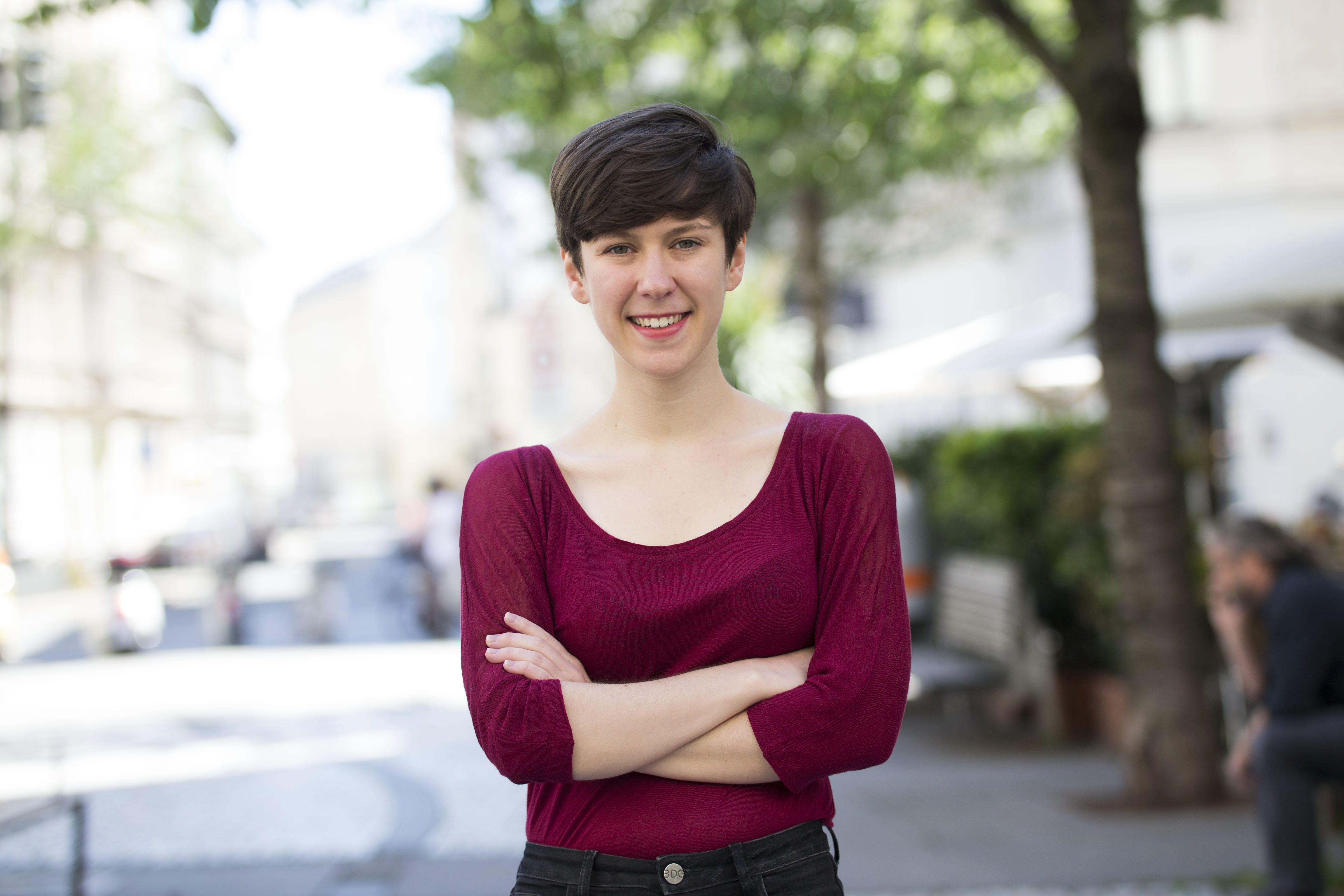
Flora Petrik (2017)

Flora Petrik (* 12. November 1994 in Wien) ist eine österreichische Bildungswissenschaftlerin, Politikerin (parteilos, kandidierte bei den Nationalratswahlen 2017 mit der KPÖ) und ehemalige Sprecherin der Jungen Grünen. Seit 2020 arbeitet sie als wissenschaftliche Mitarbeiterin an der Universität Tübingen und forscht dort zu Bildung und Ungleichheit.

## Herkunft und Familie
Flora Petrik wuchs in der burgenländischen Landeshauptstadt Eisenstadt auf. Ihre Großmutter war die ÖVP-Politikerin Eva Petrik, ihre Mutter ist die grüne Politikerin Regina Petrik.

## Ausbildung und wissenschaftliche Arbeit
Nach ihrem Schulabschluss zog Flora Petrik nach Wien, wo sie Bildungswissenschaft und Germanistik studierte.
Ihr Master-Studium schloss sie 2020 mit einer Arbeit an der Schnittstelle von Geschlechter- und Inklusionsforschung zum Thema „Care-Praktiken von Schüler*innen im Kontext Inklusiver Bildung“ ab. Im Anschluss arbeitete sie als wissenschaftliche Projektmitarbeiterin bei Bettina Dausien im Arbeitsbereich Bildung und Beratung im Lebenslauf an der Universität Wien und forschte zu Studienerfahrungen und -verläufen von Bildungswissenschaftsstudierenden. Seit September 2020 ist sie wissenschaftliche Mitarbeiterin in der Abteilung Allgemeine Pädagogik an der Eberhard Karls Universität Tübingen und untersucht die Erfahrungen von Bildungsaufsteigerinnen und Bildungsaufsteigern. Zu ihren Schwerpunkten in Forschung und Lehre zählen soziale Ungleichheit in Schule und Hochschule sowie wissenschaftstheoretische und methodologische Fragestellungen.
Für 2023 wurde ihr der Herbert Tumpel-Preis innerhalb des Theodor-Körner-Preises zugesprochen.

## Politische Tätigkeit bei den Jungen Grünen
Schon im Alter von 16 Jahren begann Petrik, sich bei den Jungen Grünen zu engagieren – der damals noch offiziellen Jugendorganisation der politischen Partei Die Grünen. Im Jahr 2011 war sie an der Gründung der Jungen Grünen Burgenland beteiligt, 2015 wurde sie zur Landessprecherin der Jungen Grünen Wien gewählt.
Sie positionierte sich für „offene und ehrliche Drogenpolitik“, feministische Anliegen wie eine Reform des Sexualkundeunterrichts  oder kostenlose Verhütungsmittel und Abtreibungen und kritisierte etwa das Eisenstädter Bettelverbot.
Am 7. Jänner 2017 wurde Petrik am Bundeskongress der Jungen Grünen in St. Gilgen zur Bundessprecherin gewählt. Bezogen auf die Wahl des Bundespräsidenten Alexander Van der Bellen im Jahr 2016, der gegen den FPÖ-Kandidaten Norbert Hofer gewann, sagte sie damals: „Gerade die letzten Monate haben gezeigt, dass viele Menschen bereit sind, für ihre politischen Anliegen und Forderungen auf die Straße zu gehen. Wir als linke Jugendorganisation wollen auch abseits von Wahlen viele Menschen für Perspektiven auf eine grundlegende Verbesserung der Gesellschaft begeistern. Nur gemeinsam mit vielen anderen können wir der Politik des Runtertretens und der rechten Hetze etwas entgegensetzen und uns erfolgreich für eine gerechte Gesellschaft einsetzen.“
Nachdem sich schon 2016 einige Gruppierungen von der GRAS, der offiziellen Studierenorganisation der Grünen abgespalten hatten und die neue Organisation Grüne Studierende gegründet hatten, eskalierte der Konflikt im Jahr 2017. Da sich die Jungen Grünen mit den Grünen Studierenden solidarisiert hatten, wurde die Jugendorganisation schließlich am 30. März 2017 von der Partei Die Grünen ausgeschlossen.

## Junge Linke, KPÖ PLUS & LINKS
Im Juni 2017 gab Petrik bekannt, dass die Jungen Grünen im Bündnis KPÖ PLUS zusammen mit der Kommunistischen Partei Österreichs zu den österreichischen Nationalratswahlen 2017 antreten wollen. Ende Juli gab das Bündnis bekannt, dass Flora Petrik neben Mirko Messner und Ulli Fuchs als Spitzenkandidatin für KPÖ PLUS kandidieren wird. Die Forderungen der Partei umfassen eine Halbierung der Parteienförderungen, eine Begrenzung von Politikergehältern auf 2.300 Euro. Zweiter Schwerpunkt soll das Thema Wohnen sein, dazu sagt Petrik: „Wohnen darf nicht arm machen“, und: „Wir brauchen viel mehr Gemeindewohnungen und öffentlichen Wohnbau, damit Wohnen wieder leistbar wird. Außerdem braucht es Mietpreisobergrenzen, die Begrenzung befristeter Mietverträge und wirksame Maßnahmen gegen Spekulation am Wohnungsmarkt“. Dritter Punkt sind die Themen Arbeit und Soziales, hier fordert KPÖ PLUS eine Arbeitszeitverkürzung auf 30 Wochenstunden und eine Existenzsicherung für alle.
2018 gründete Petrik mit den ehemaligen Jungen Grünen, wo ihr Sarah Pansy als Bundessprecherin nachfolgte, eine neue, unabhängige linke Jugendorganisation mit dem Namen Junge Linke. Ziel ist, den Aufbau einer starken linken Partei voranzutreiben, „die den Menschen die Hoffnung und die Werkzeuge gibt, gemeinsam eine bessere Welt zu bauen.“ Petrik wurde mit 97 % zur Bundessprecherin gewählt und hatte das Amt bis 2019 inne. Ihr folgte Tobias Schweiger nach. Petrik positionierte sich immer wieder für mehr sozialen und öffentlichen Wohnbau sowie Mietpreisobergrenzen, eine Arbeitszeitverkürzung auf 30 Wochenstunden und die Notwendigkeit einer vielfältigen linken Partei, die sowohl in der Gesellschaft verwurzelt als auch im Parlament vertreten ist. Seit April 2020 konzipiert und moderiert sie den Podcast „Kein Katzenjammer“, in dem Petrik wöchentlich mit Experten und Aktivisten über das tagespolitische Geschehen, aktuelle Entwicklungen und politische Analysen diskutiert.
Im Jänner 2020 wurde Petrik Geschäftsführerin des neuen Wiener Parteienbündnisses LINKS, in dem sich Aktivisten aus KPÖ Plus, Wien anders und anderen Gruppierungen vereinigen.

## Veröffentlichungen (Auswahl)
- Bildungschancen. socialnet Lexikon, Bonn. Verfügbar unter: www.socialnet.de/lexikon/Bildungschancen, zus. mit Tamara Schwertel.
- „Nie dort ist keiner.“ Schulische Raumordnungen im Spannungsfeld von Inklusion und Exklusion. In: Gemeinsam leben, 2/2020, S. 77–85, zus. mit Tobias Buchner.
- „Bleib, wie du bist, auch wenn sie sagen, dass Du nichts bist!“ Methodologische Überlegungen zu Anrufungs- und Aneignungsprozessen im Kontext von akademischem Habitus. In: A. Lange-Vester/H. Bremer (Hrsg.): Entwicklungen im Feld der Hochschule. Weinheim-Basel: Beltz Juventa, zus. mit Alina Brehm.
- Ein Rapper von Glasgows south side: Darren McGarvey über Männlichkeit. In: Schuhen, G./Schröer, M./Henk, L. (Hrsg.): Prekäre Männlichkeiten: Klassenkämpfe, soziale Ungleichheit und Abstiegsnarrative, Bielefeld: Transcript, zus. mit Markus Rieger-Ladich.